# Bathycolpodes anisotes
Bathycolpodes anisotes är en fjärilsart som beskrevs av Louis Beethoven Prout 1912. Bathycolpodes anisotes ingår i släktet Bathycolpodes och familjen mätare. Inga underarter finns listade i Catalogue of Life.